# Адалберт Щифтер (награда)
Литературната награда „Адалберт Щифтер“ (на немски: Adalbert-Stifter-Preis) е Голямата Културна награда на провинция Горна Австрия за особени постижения в литературата. Учредена е през 1926 г. и под същия надслов се раздава по време на Ваймарската република и Третия райх.
Присъжданото в Линц отличие отдава почит на починалия в града през 1868 г. писател Адалберт Щифтер.
Наградата е на стойност 5000 €.

## Носители на наградата (подбор)
- Ервин Гуидо Колбенхауер (1926)
- Роберт Михел (1927)
- Ернст Вайс (1928)
- Ханс Вацлик (1941)
- Гертруд Фусенегер (1951)
- Франц Каин (1994)
- Франц Ригер (1999)
- Алоис Брандщетер (2005)
- Ерих Хакл (2013)